# ФРГ на зимних Олимпийских играх 1984
ФРГ принимала участие в Зимних Олимпийских играх 1984 года в Сараево (Югославия) в пятый раз, и завоевала две золотые, одну серебряную и одну бронзовую медали. Сборную страны представляли 15 женщин.
| ФРГ на олимпиаде 1984 года в Сараево | ФРГ на олимпиаде 1984 года в Сараево                 | ФРГ на олимпиаде 1984 года в Сараево | ФРГ на олимпиаде 1984 года в Сараево | ФРГ на олимпиаде 1984 года в Сараево |
| Медали                               | Спортсмены                                           | Вид спорта                           | Дисциплина                           | Результат                            |
| ------------------------------------ | ---------------------------------------------------- | ------------------------------------ | ------------------------------------ | ------------------------------------ |
| Золото                               | Петер Ангерер                                        | Биатлон                              | 20 км                                | 1.11.52,7                            |
| Золото                               | Ханс Штангассингер, Франц Вембахер                   | Санный спорт                         | мужчины, двойки                      | 1.23,620                             |
| Серебро                              | Петер Ангерер                                        | Биатлон                              | 10 км                                | 31.02,4                              |
| Бронза                               | Вальтер Пихлер Эрнст Райтер Петер Ангерер Фриц Фишер | Биатлон                              | 4 x 7,5 км, эстафета                 | 1.39.05,1                            |